# 懈怠 (佛教)
懈怠，又譯怠，佛教術語，字面意思為懶惰，意指不努力於善法，反義字為精進。佛教認為這是一種煩惱，也是一種惡的心所，說一切有部列入大煩惱地法中。

## 概論
懈怠，是精進的反義字，指缺少精進，或是向著錯誤的地方精進。